# Micaela de Aguirre
Micaela de Aguirre (Vitoria, 19 de junio de 1603-Valladolid, 3 de diciembre de 1677) fue una religiosa del siglo XVII que escribió textos espirituales.

## Biografía
Nació en Vitoria el 19 de junio de 1603. Aunque se le puso el nombre de Cristina, se lo cambiaría después por el de Micaela. Su padre, Ortuño López de Aguirre y Zuazo, era paje del rey Felipe II, que le otorgó varios cargos: el de diputado general de Álava, el de alcalde perpetuo de San Adrián y el de caballero de Santiago. Su madre, Francisca de Álava, pertenecía a una familia noble, descendiente, según algunas fuentes, de Alonso del Pozo. Dos hermanos suyos fueron caballeros de Santiago y tres hermanas, religiosas.
Con tres años, su padre la encomendó a las monjas del convento de Santa Cruz de Vitoria con el objetivo de que le brindasen una educación. Serrano y Sanz, en sus Apuntes para una biblioteca de escritoras españolas desde el año 1401 al 1833, relata la siguiente anécdota: «Creciendo en años creció también en virtudes, para adquirir las cuales usaba de curiosas estratagemas; deseosa de perfeccionarse en la humildad, le quitó a cierta imagen de san Francisco un crucifijo que tenía, y dijo: "Santo mío, no os tengo de bolver el Santo Christo hasta que me hagáis humilde". Y lo consiguió, pues hubo de sufrir una fuerte reprensión por el "piadoso hurto"».
Antes de profesar, pasó al convento de San Blas de la localidad burgalesa de Lerma. Cuando hizo los votos, contaba dieciséis años. Fue priora. También estuvo en dos conventos de Valladolid, en el de San Felipe de la Penitencia y en el de la Madre de Dios.
En Vida de la Venerable Madre Doña Michaela de Aguirre: religiosa del Orden de Santo Domingo, en el Convento de la Madre de Dios de la Ciudad de Valladolid, natural de la Ciudad de Victoria, Alonso del Pozo, religioso dominico, compiló fragmentos de escritos espirituales y relató su vida en un volumen impreso por Lucas Antonio de Bedmar. En las páginas de ese manuscrito, fechado en el año 1718, se recogen varios episodios en los que Aguirre se sentía perseguida por Satanás:

Dábala manotadas, tan pesadas y crueles, que no es fácil explicarlas bien con palabras. Estando la Sierva de Dios recogida de noche en su pobre lecho, venia él en figura de un cavallo bien herrado, y subiéndose á la cama, se ponia de pies sobre Michaela, y haziendo del pesado, la pisaba y maltrataba á modo de un cavallo bravo y indómito, que aviendo derribado al ginete le acozea, maltrata y pisa, sin dexarle apenas huesso sano; y dexandola assi molida, desaparecia al frison del Infierno. Otras vezes venian dos demonios, y poniéndose uno a la cabeçera y otro a los pies de la cama, cogiéndola el uno por la cabeça y el otro por los pies, con furia y rabia infernal tieraba cada uno ázia sí y la descoyuntaban y dislocaban los huesos; y siendo ella de pequeña estatura, la dexaban larga.

A vezes usaban de otra invencion diabólica; y trayendo unas barras ó palancas de hierro, la clavaban de pies y manos en ellas con duros clavos.
Vez huvo que la llevaron a un brasero ó hogar; y tomando las ascuas encendidas la abrieron la boca y entrándoselas en ella se las hazian tragar á fuerça. Otras vezes la llevaban á la noria y la sumergian en el poço, hasta la garganta y la tenían assi todas la noche.
Otras vezes la arrebataban y la tiraban con gran violencia de un transito a otro de el convento; y en ocasiones era esto publicamente.

Haziendo burla de sus astucias le mandaba [al demonio] con soberano imperio tomar la hacha y partir la leña. Assi lo hizo en una ocasion (no sé si fueron más). No pudo el enemigo resistir al mandato; tomó la hacha y con mucha brevedad partió toda la leña, que era mucha, y se bolvió confuso viéndose vencido de una monja joven, y dando bramidos de rabia.
Extractos de Vida de la Venerable Madre Doña Michaela de Aguirre: religiosa del Orden de Santo Domingo, en el Convento de la Madre de Dios de la Ciudad de Valladolid, natural de la Ciudad de Victoria, citados por Serrano y Sanz

Falleció el 3 de diciembre de 1677, a los 74 años.